# Gisela Fiedler-Bender
Gisela Fiedler-Bender  (* 1940 in Villach, Kärnten) ist eine deutsche Kunsthistorikerin. Sie leitete von 1993 bis 2000 das Landesmuseum Mainz.

## Werdegang
Sie studierte zuerst in Wien und später an der Leopold-Franzens-Universität in Innsbruck Kunstgeschichte, Archäologie und Philosophie. 1965 wurde Gisela Fiedler mit ihrer Dissertation zum Thema „Die Münchner Landschaftsmaler Josef und Ludwig Willroider“ promoviert. Ihre Volontariatsjahre verbrachte sie an der Staatsgalerie Stuttgart und bei den Kunstmuseen Krefeld, hier vor allem im Kaiser-Wilhelm-Museum und im Museum Haus Lange in Krefeld. Danach war sie für zehn Jahre stellvertretende Leiterin der Kunstmuseen Krefeld. Ihr weiterer beruflicher Weg führte Gisela Fiedler-Bender 1980 nach Kaiserslautern. Sie war 1984 Direktorin des Museums Pfalzgalerie Kaiserslautern. Während ihrer Leitung organisierte sie eine Vielzahl beachteter Ausstellungen in der Pfalzgalerie, so beispielsweise zu Edvard Munch, Oskar Kokoschka, Heinrich von Zügel aber auch zu allgemeineren Themen wie „Burgen der Pfalz“ oder „Fußball in der Kunst“.
In der Pfalzgalerie entwickelten Fiedler-Bender und Heinz Höfchen ab 1985 die Publikumsberatung. Privatleute konnten ihre Kunstwerke im Museum vorführen, und die Fachleute berieten zu deren Alter, Herkunft und Zustand. Zu Anfang zogen die Beratungen Publikum aus ganz Deutschland an, da nur die Pfalzgalerie solche Veranstaltungen bot. Inzwischen gibt es ein ähnliches Angebot an vielen Museen.
1993 wurde sie zur Direktorin des Landesmuseums Mainz berufen und leitete das Museum bis zu ihrer Verabschiedung in den Ruhestand im Jahr 2000. Fiedler-Bender intensivierte in ihrer Amtszeit den Kontakt zu den Museumsbesuchern, so beispielsweise mit der Einführung der regelmäßigen Veranstaltung „Kunst in der Mittagspause“, in der Kunstberatung, aber auch im Bereich der Museumspädagogik. Auf sie geht auch die Neueinführung der Taschenbuchreihe des Landesmuseums, „Museum im Taschenformat“, zurück. Sie war verantwortlich für eine umfangreiche wissenschaftliche Aufarbeitung und Bestandsaufnahme der Sammlungen des Landesmuseums Mainz. In den letzten Jahren ihrer Tätigkeit war sie intensiv in die Vorplanungen für die geplante umfangreiche Neustrukturierung des Landesmuseums involviert. Unter ihrer Nachfolgerin, Isabella Fehle, konnte diese 2004 bis 2010 schrittweise umgesetzt werden.

## Werke (Auswahl)
- Die Landschaftsmaler Josef und Ludwig Willroider, Dissertation, Leopold-Franzens-Universität Innsbruck, 1964.
- Der Photograph Otto Scharf (1858-1947), Kaiser-Wilhelm-Museum Krefeld, 1979.
- mit Wolfgang Stolte: Jugendstil. Glas, Keramik, Zinn, Möbel; Sammlung H. R. Gruber, Pirmasens, Pfalzgalerie Kaiserslautern, 1983.
- mit Curt Heigl, Wolfgang Jürgen Prill: Wolfgang Jürgen Prill – Arbeiten auf Papier, Pfalzgalerie Kaiserslautern, 1983.
- mit Dorothea van der Koelen, Mario Reis: Mario Reis Arbeiten 1977-1986. Chorus Verlag, Mainz 1986.
- Otto Dix, Zeichnungen und Druckgraphik aus der Stiftung Walther Groz in der Städtischen Galerie Albstadt, Pfalzgalerie Kaiserslautern, 1987. ISBN 978-3-8942-2006-8.
- Ludwig Wilding: Retrospektive. 1949–1987, mpk Museum Pfalzgalerie, 1987. ISBN 978-3-8942-2018-1.
- mit Heinz Höfchen, Wolfgang Stolte: Matisse und seine deutschen Schüler, Pfalzgalerie Kaiserslautern, 1988.
- Martin Lersch – In Bezug auf …, Pfalzgalerie Kaiserslautern, 1989. ISBN 978-3-8942-2000-6.
- Fussball in der Kunst, Pfalzgalerie Kaiserslautern, 1989. ISBN 978-3-8942-2027-3.
- mit Andreas Vowinckel: Franz Bernhard, Badischer Kunstverein, Karlsruhe, 1990.
- Lore Bert: Ausstellungskatalog, mpk Museum Pfalzgalerie, 1990. ISBN 978-3-8942-2033-4.
- Hannelore Landrock-Schumann: Gelb-Rot-Blau – Rauminstallationen, Objekte. mpk Museum Pfalzgalerie, 1990. ISBN 978-3-8942-2034-1.
- mit Heinz Höfchen, Herbert Falken: Christiane Maether. Figur und Fragment. Gemälde und Zeichnungen 1985 – 1990. Pfalzgalerie Kaiserslautern, 1991. ISBN 978-3-8942-2039-6.
- mit Werner Ludwig: Pfalzpreis. Ausstellungskatalog, mpk Museum Pfalzgalerie, 1992. ISBN 978-3-8942-2059-4.
- Pfalzgalerie Kaiserslautern, Westermann, Braunschweig, 1992.
- Gottfried Helnwein, Pfalzgalerie Kaiserslautern, 1992.
- mit Christoph Tannert: Kunst aus den neuen Bundesländern. Aus privaten Sammlungen, mpk Museum Pfalzgalerie, 1992. ISBN 978-3-8942-2061-7.
- Peter Behrens, Berlin Alexanderplatz, Pfalzgalerie Kaiserslautern, 1993.
- Franz Erhard Walther – die Sprache im Material, Bezirksverband Pfalz, Kaiserslautern, 1993. ISBN 978-3-8942-2068-6.
- Informelle und expressiv-abstrakte Graphik der 50er und 60er Jahre: Bestandskataloge der Graphischen Sammlung IV, mpk Museum Pfalzgalerie, 1993. ISBN 978-3-8942-2056-3
- Eduardo Chillida: Papierarbeiten, van der Koelen, Mainz, 1996.
- Stephan Berg, Alexandra Grosse: Sinje Dillenkofer, Kerber Verlag 1996. ISBN 978-3-9246-3958-7.
- mit Richard W. Gassen: Hans Arp 1886 - 1966. Landesmuseum Mainz, Wilhelm-Hack-Museum, 1997.
- Andrea Arens, Ursula Nilgen, Hermann J. Roth: Citeaux 1098-1998. Rheinische Zisterzienser im Spiegel der Buchkunst, Dr. Ludwig Reichert Verlag, 1998. ISBN 978-3-8950-0088-1.
- mit Catharina Graepler, Ursula Rudischer: Die Bozzetti Sammlung des Landesmuseums Mainz, Landesmuseum Mainz, 1998. ISBN 978-3-9323-1007-2.
- mit Thomas Hirsch, Claude Sui-Bellois: Claude Sui-Bellois Kartografische Chiffren 1990-1998, Landesmuseum Mainz, 1998. ISBN 978-3-9323-1009-6.
- Gisela Fiedler-Bender, Michael J. Klein und Henri Lavagne: Römische Glaskunst und Wandmalerei. Philipp von Zabern, Mainz 1999, ISBN 978-3-8053-2597-4.
- Landesmuseum Mainz, Carl Voss: Niederländische Malerei des 16. und 17. Jahrhunderts im Landesmuseum Mainz. Landesmuseum Mainz Eigenverlag, 1996, ISBN 978-3-9803605-2-4.
- Landesmuseum Mainz (Herausgeber): Niederländische Gemälde des 16. und 17. Jahrhunderts. Hermann Schmidt, Mainz 1997, ISBN 978-3-87439-387-4.
- mit Andrea Arens, Uwe Gast: Landesmuseum Mainz, Deutscher Kunstverlag, 2000. ISBN 978-3-4220-6286-3.